# Combretum nioroense
Combretum nioroense là một loài thực vật có hoa trong họ Trâm bầu. Loài này được Aubrév. ex Keay mô tả khoa học đầu tiên năm 1953.